# Zugmagnet

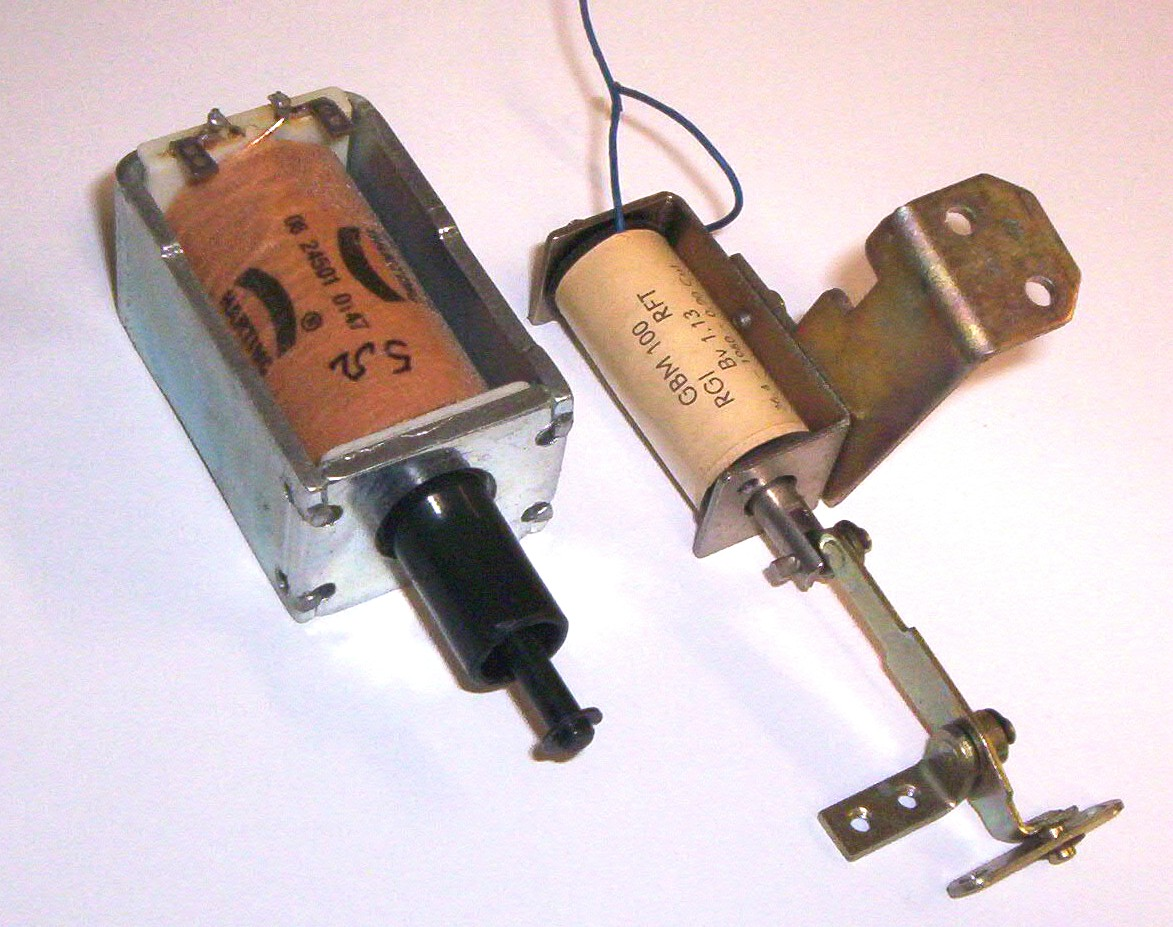
Zugmagnete für Gleichstrom

Ein Zugmagnet ist ein Elektromagnet mit Anker, welcher zur Betätigung und Auslösung mechanischer Vorrichtungen oder in Schützen oder Relais zum Erzeugen der mechanischen Bewegung eingesetzt wird.
Je nach Typ und Anwendung werden Zugmagnete mit Gleich- oder Wechselspannung betrieben. Die Reluktanzkraft eines Zugmagneten ist von der Stromrichtung unabhängig und unter sonst gleichen Bedingungen abhängig vom Quadrat der Stromstärke.

## Aufbau und Besonderheiten

Schema eines Klappanker-Relais. Bei Anlegen der Spannung schließt sich der magnetische Kreis.

### Anker
Der Anker kann ein Klapp- oder ein Zuganker sein. Zuganker haben bei kleinen Magneten einen runden, bei Schützen und Wechselspannungs-Zugmagneten einen rechteckigen Querschnitt. Bei Schützen ist der Anker T- oder E-förmig. Sehr große Haltekräfte werden bei kleinen Betätigungswegen mit scheibenförmigen Ankern erreicht, wie sie ähnlich auch in Magnetkupplungen und magnetisch betätigten Bremsen vorkommen.

### Joch
Das Joch bildet den magnetischen Rückschluss und muss bei Zugankern im Innern gute Gleiteigenschaften aufweisen. Das Joch trägt die Betätigungsspule. Durch eine gepfeilte Gestaltung der Magnetkreisunterbrechung zwischen Anker und Joch soll bei Gleichspannungsmagneten der Zugkraftverlauf verbessert werden.

### Spule
Um einen möglichst geringen Energieverbrauch zu erreichen, wird der zur Verfügung stehende Wickelraum mit hohem Füllfaktor bewickelt.
Zum Erzeugen einer hohen magnetischen Feldstärke bei möglichst kleiner Stromaufnahme werden möglichst viele Windungen benötigt.
Es wird Kupferlackdraht verwendet.

### Zugkraft-Verlauf
Die Änderung der Parameter im magnetischen Kreis ist bei Betätigung nicht vernachlässigbar klein. Bei an konstanter Gleichspannung betriebenen Magneten liegt eine hyperbelförmige Abhängigkeit der Kraft vom Weg vor.
Da der Magnet meist gegen die Auslenkung einer vorgespannten Feder arbeitet, deren Kennlinie in guter Näherung linear ist, können Probleme entstehen.
Die Anzugkraft wird durch den Schnittpunkt beider Kennlinien bestimmt. Zum Anziehen muss die magnetische Kraft den durch die Federkraft gegebenen Schwellwert überschreiten. Die Kraft des Zugmagneten im angezogenen Zustand (Haltekraft) ist hingegen sehr viel größer als die Anzugkraft. Einige Zugmagnete besitzen daher zur Verminderung des Energieverbrauchs einen Schaltkontakt, dessen Unterbrechen kurz vor dem Anschlag einen Vorwiderstand im Stromkreis einschaltet. Auch elektronische Treiberschaltungen können ein solches Verhalten nachbilden: zunächst sorgt ein großer Strom für sicheres Anziehen, anschließend kann der Strom auf einen Bruchteil reduziert werden.
Wechselspannungsmagnete (siehe unten) ziehen dagegen stärker an und benötigen solche Vorrichtungen nicht.
Das Magnetfeld führt zu einer Remanenz im magnetischen Kreis, die ausreichen kann, um den Anker auch im stromlosen Zustand ungewollt angezogenen zu halten. Dies wird durch einen auch im angezogenen Zustand erzwungenen Luftspalt im magnetischen Kreis vermieden, ausgeführt beispielsweise als sogenannter Antiklebstift (Messing-Niet im Anker) oder eines Trennbleches / einer -folie mit geringer magnetischer Leitfähigkeit zwischen Anker und Joch.

### Wechselspannungsbetrieb
Bei Gleichspannung liegt im stationären Fall eine konstante Kraft vor – bei Betrieb an Wechselspannung kommt es aufgrund des Nulldurchganges des Stromes auch zu einem periodischen Absinken der magnetischen Flussdichte im Kern auf null und in Folge zu einer Unterbrechung der Zugkraft. Dies führt zu mechanischen Vibrationen (Brummen) aufgrund des kurzzeitigen Öffnens des magnetischen Kreises.
Gleichspannungs-Zugmagnete können daher nicht ohne Weiteres an Wechselspannung betrieben werden.
Abhilfe:
- Verwenden eines Gleichspannungs-Zugmagneten mit einem vorgeschalteten Gleichrichter
- Wechselspannung-Zugmagnet mit Spaltpol in Anker oder Joch
- Drehstrom-Zugmagnet (3 Spulen, Anker und Joch dreischenklig)

Bei größeren Wechselspannungs-Zugmagneten sind Anker und Joch geblecht, um Wirbelstromverluste zu vermeiden.

#### Spaltpol

Prinzipielles Zeitdiagramm für Zugmagnet mit Spaltpol (F~H²)

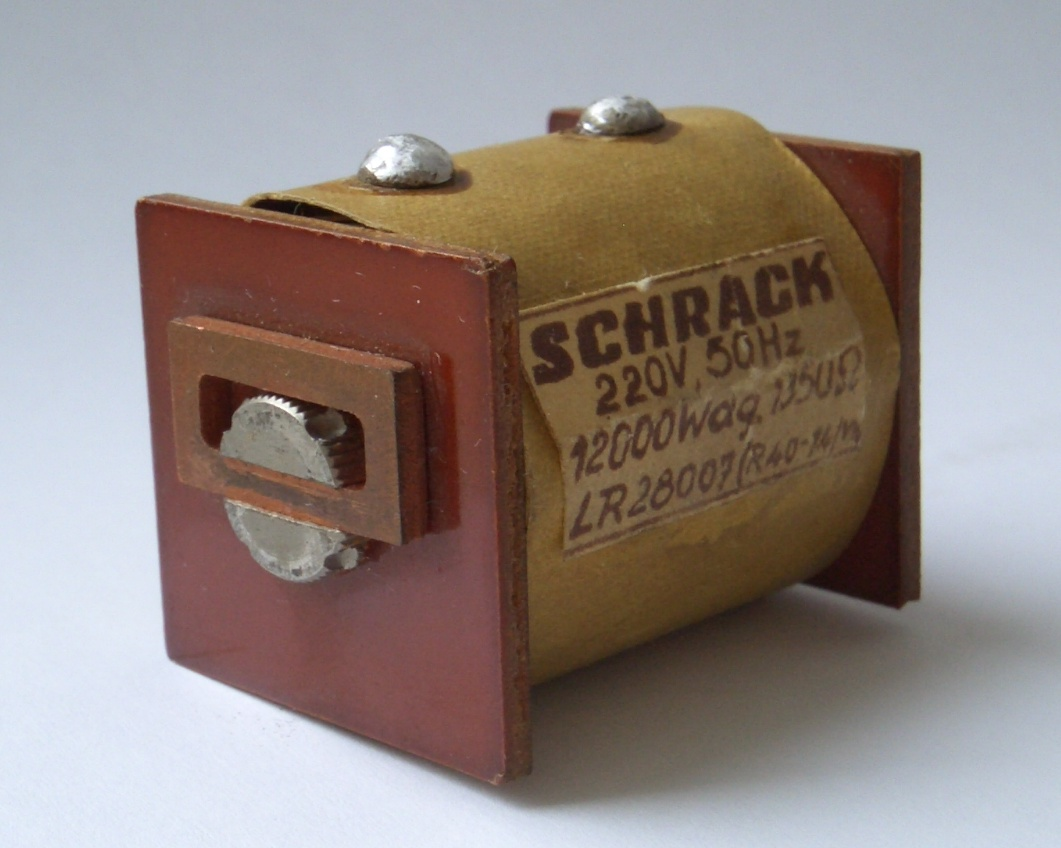
Zugmagnet für direkten Betrieb an Wechselspannung mit Spaltpol in Form einer Kurzschlusswindung im vorderen Bereich

Infolge der Wechselspannung mit der Frequenz {\displaystyle f}, in nebenstehender Abbildung in hellblau punktiert als Feldverlauf dargestellt, schwankt auch der Wert für die Haltekraft als Funktion der Zeit. Der Verlauf der Kraft vom Hauptfeld, in der Abbildung dunkelblau gezeichnet, weist bei Speisung mit harmonischer Wechselspannung mit der Kreisfrequenz {\displaystyle \omega =2\cdot \pi \cdot f}, aufgrund der Beziehung:
{\displaystyle \cos ^{2}\omega ={\frac {1}{2}}\ {\Big (}1+\cos(2\omega ){\Big )}}
die doppelte Frequenz auf. Dies folgt aus dem Umstand, dass die Reluktanzkraft vom Quadrat des Stromes, bzw. bei Speisung an einer Wechselspannungsquelle direkt proportional vom Quadrat der Spannung abhängt. Die somit immer positiv wirkende Kraft des Hauptfeldes sinkt periodisch bis auf den Wert 0 ab. Je nach den Größen der Massen im magnetischen Kreis kommt es dabei zu unerwünschten Vibrationen oder, im Extremfall, zum unerwünschten Öffnen des magnetischen Kreises.
Dieser Mangel wird durch eine zusätzlich in den magnetischen Kreis eingebrachte Kurzschlusswindung behoben, die im Bereich der Polfläche um einen Teil des Kernes herumgeführt ist, wie in nebenstehender Abbildung in Form eines Kupferringes ausgeführt. Diese technische Lösung in Form eines Spaltpols ist ähnlich dem Verfahren bei dem Spaltpolmotor: In der Kurzschlusswindung wird durch einen Teil des Hauptfeldes ein Strom induziert, dessen magnetisches Feld, das so genannte „Spaltfeld“, gegenüber dem Hauptfeld eine Phasenverschiebung aufweist. Es ist hellgrün punktiert im zeitlichen Verlauf dargestellt. Durch obige Beziehung weist auch die Kraftwirkung infolge des Spaltpols eine Phasenverschiebung mit doppelter Frequenz auf, der Verlauf ist in grüner Farbe dargestellt.
Die Summe der beiden Kräfte, in Schwarz in der Abbildung dargestellt, ergibt bei einem Spaltpolmagnet den Verlauf der gesamten Kraftwirkung bei Betrieb an Wechselspannung. Die Summenkraft fällt nicht mehr auf null ab, sondern schwankt mit einem cosinusförmigen Verlauf und doppelter Frequenz zwischen zwei positiven Extremwerten. Durch eine entsprechende Dimensionierung, wie auch der Beachtung, dass der Widerstand der Wicklung durch deren Impedanz und nicht nur durch den ohmschen Gleichstromwiderstand bestimmt ist, kann so ein Unterschreiten der minimalen Haltekraft konstruktiv vermieden werden.
Wechselspannungs-Zugmagnete besitzen eine sehr viel höhere Anzugkraft als Gleichstrommagnete, da der aufgenommene Strom im Moment des Anziehens aufgrund der geringeren Induktivität bei geöffnetem Magnetkreis sehr viel höher als im angezogenen Zustand ist.
Wechselspannungsmagnete können sich thermisch zerstören, wenn ihr Anziehen verhindert wird.

## Anwendung
Unter anderem:
- Betätigung der Andruckrolle, der Bremsen sowie der Magnetkupplungen in Tonbandgeräten
- Auslösen mechanischer Verriegelungen (zum Beispiel Abschalten v. Kassettentonband bei Bandende)
- Spielautomaten, Geldwechsler, Automatisierungstechnik
- Relais und Schütze
- Türöffner
- Stromstoßschalter (Installations-Fernschalter)
- Toaster – Der 'AN-Schalter' wird nach dem Herunterdrücken durch einen Elektromagneten festgehalten und nach Ablauf der voreingestellten Toastzeit wieder losgelassen